# Lagerstroemia villosa
Lagerstroemia villosa là một loài thực vật có hoa trong họ Lythraceae. Loài này được Wall. ex Kurz mô tả khoa học đầu tiên năm 1873.